# AIDMA
AIDMA（アイドマ）とは1920年代にアメリカ合衆国の販売・広告の実務書の著作者であったサミュエル・ローランド・ホールが著作中で示した広告宣伝に対する消費者の心理のプロセスを示した略語である。日本語圏において「AIDMAの法則」として、2004年に広告代理店の電通等により提唱されたAISASとの比較等で日本では知られる。
AIDMAの法則では、消費者がある商品を知って購入に至るまでに次のような段階があるとされる。
1. Attention（注意）
2. Interest（関心）
3. Desire（欲求）
4. Memory（記憶）
5. Action（行動）

このうちAttentionを「認知段階」、Interest、Desire、Memoryを「感情段階」、Actionを「行動段階」と区別する。
米国等でより一般的に知られた類似の用語として1920年代に応用心理学の分野で米国のE・K・ストロングが論文中に示したセールスにおける顧客心理の段階のAIDA(英語版en:AIDA (marketing))があり米国でのマーケティング、セールスや広告営業における用語としてはむしろこちらの方が現在でも世俗的に用いられることがある。
1. Attention（顧客の注意を引く）
2. Interest（顧客に商品を訴求し関心を引く）
3. Desire（顧客に商品への欲求があり、それが満足をもたらすことを納得させる）
4. Action（顧客に行動を起こさせる）

ネットでの購買行動のプロセスモデルとしてAIDMAに対比されるものとして日本の広告代理店の電通等によりAISAS（エーサス、アイサス）というモデルが提唱された。
1. Attention（注意）
2. Interest（関心）
3. Search（検索）
4. Action（行動、購入）
5. Share（共有、商品評価をネット上で共有しあう）

## 脚註
1. 1 2  電通が2005年6月に商標として登録。商標登録番号第4874525号。
2. ↑  【電通】SIPS
3. ↑  Google Trends - "AIDMA" date=all&国指定なし, 2000年代に日本でトレンド
4. ↑  Strong, E.K.（1925）. "Theories of Selling". Journal of Applied Psychology 9: 75-86. APA Online. Strong自身、同モデルを米国の広告唱道者セント・エルモ・ルイス（1872年 - 1948年）に拠るものとしている。